# الفضل الرقاشي
أبو العباس الفضل بن عبد الصمد بن الفضل الرقاشي ( – 200 هـ / – 815م) شاعر عباسي.

## سيرته
شاعر عباسي، من أهل البصرة قدم بغداد ومدح هارون الرشيد ومحمد الأمين والبرامكة. كان الرقاشي والشاعر أبو نواس يتهاجيان وما أمسك واحد منهما عن صاحبه حتى فرق الموت بينهما. قال المبرد كان الفضل الرقاشي شاعرًا وكان يظهر الغنى وهو فقير ويظهر العز وهو ذليل ويتكثر وهو قليل فكانت الشعراء تهجوه. روى الجماز قال دعا الرقاشي أبا نواس ولم يكن عنده شيء فتركه في منزله ومضى يصلح له شيئا يغديه به فأبطأ فتناول أبو نواس جزازة وكتب فيها:
قال محمد بن عبد الله بن يعقوب بن داود بن طهمان كان أبو نواس يهاجي الفضل بن عبد الصمد الرقاشي وما أمسك واحد منهما عن صاحبه حتى فرق الموت بينهما فقال الرقاشي يذكر ادعاءه إلى حكم العشيرة:
فقال أبو نواس: